# Pure (película)
Pure es una película británica protagonizada por Molly Parker, Harry Eden, David Wenham y la nominada al Óscar Keira Knightley.

## Argumento
Tras la muerte de su marido, Mel (Molly Parker), la madre de Paul (Harry Eden) un niño de 10 años, contacta a un viejo amigo de su esposo, Lenny (David Wenham) el cual es un distribuidor local de droga y hace que Mel se haga adicta, pero Paul intenta ayudar a su madre a dejar su adicción, aun con sus limitaciones como niño. Mientras esto sucede, Paul se hace amigo de una adolescente embarazada, Louise (Keira Knightley), una chica mayor que también es una adicta a las drogas.

## Reparto
- Molly Parker como Mel.
- Harry Eden como Paul.
- David Wenham como Lenny.
- Keira Knightley como Louise.
- Geraldine McEwan como Nanna.
- Vinnie Hunter como Lee.
- Marsha Thomason como Vicki.
- Gary Lewis como el Detective French.
- Kate Ashfield como Helen.
- Paulina Clavijo como Soff

## Premios
Festival Internacional de Cine de Berlín
- Ganador: Gillies MacKinnon
- Ganador: Harry Eden